# Танаро
Та̀наро (на италиански: Tanaro) е река в Северозападна Италия (региони Пиемонт и Лигурия), десен приток на По. Дължина 276 km, площ на водосборния басейн 8234 km²

## Географска характеристика

### Извор, течение, устие
Река Танаро води началото си на 2268 m н.в., от южното подножие на връх Маргуаре (2651 m), в източната част на Приморските Алпи, в непосредствена близост со френската граница. В горното ки течение протича в дълбока и тясна долина, в началото на изток, а след това на север, като отделя Приморските Алпи на запад от Лигурийските Апенини на изток. При град Чева излиза от планините и тече през хълмистата историко-географска област Монферато. Тук долината ѝ значително се разширява, а в нея реката силно меандрира. Южно от град Бра завива на североизток, а при град Асти – на изток, където навлиза в югозападната част на обширната Паданска низина. Тук долината ѝ значително се разширява, а коритото ѝ по цялото си протежение е оградено с водозащитни диги, предпазващи от наводнения. Влива се отдясно в река По, на 72 m н.в., на 15 km североизточно от град Алесандрия.

### Водосборен басейн, притоци
Водосборният басейн на Танаро обхваща площ от 8234 km², което представлява 11,6% от водосборния басейн на река По. На изток водосборният басейн на Танаро граничи с водосборния басейн на река Скривия (десен приток на По), на юг и югозапад – с водосборните басейни на река Тине и други по-малки реки, вливащи се в Лигурийско море, а на северозапад и север – с водосборните басейни на река Майра и други по-малки десни пиртоци на По.
Основни притоци: леви – Елеро (35 km, 197 km²), Стура си Димонте (1155 km, 1579 km²), Борборе (45 km, 506 km²), Верса (39 km, 200 km²); десни – Белбо (95 km, 469 km²), Бормида (153 km, 3663 km²).

### Хидроложки показатели
Река Танаро има предимно дъждовно подхранване с ясно изразено есенно пълноводие. Среден годишен отток в устието 132 m³/sec. Често явление са епизодичните (предимно през зимата) прииждания на реката в резултат на поройни валежи във водосборния ѝ басейн, които причиняват катастрофални наводнения. От 1801 до 2001 г. реката е причинила 136 по-големи или по-малки наводнения, като през ноември 1994 г. град Алесандрия е тотално наводнен и частично разрушен.

## Стопанско значение, селища
В средното и долното течение водите на Танаро се използват предимно за напояване. Долината ѝ е гъсто населена, като най-големите селища са градовете: Чева, Алба, Асти и Алесандрия.